# Björntjärnsskogen
Björntjärnsskogen är ett naturreservat i Ånge kommun med en areal på 85 hektar. Reservatet bildades 1983 under namnet Björntjärn, men fick skyddsstatus redan 1938 i form av ett domänreservat, 2015 utökades reservatet från 22 hektar gavs då även en ny benämning. Numera är det också antaget som ett Natura 2000-område.
Björntjärnsområdet består av mycket gammal tallskog, upp till 300 år på sina ställen. Området ligger runt sjön Björntjärnen.